# The Sound of Nightwish Reborn
The Sound of Nightwish Reborn – kolekcja nagrań ze stron B albumów oraz rzadkich wydawnictw demo związanych z promocją płyty Dark Passion Play. Demo utworów śpiewane są przez Marco Hietalę – basistę i drugiego wokalistę w jednej osobie. Utwory w wersji demo wykonane są bez udziału orkiestry symfonicznej, a w niektórych przypadkach ze zmienionymi słowami (utwory: "Reach" oraz "The Poet and the Pendulum"). Kompilacja ta jest do nabycia tylko w formie cyfrowej od 2 września 2008 r.

## Zawartość kompilacji
- Escapist
- Reach (wersja demo utworu Amaranth)
- Eva (wersja orkiestrowa)
- While Your Lips Are Still Red – temat z filmu "Lieksa!”
- The Poet and the Pendulum (wersja demo)
- Amaranth (wersja orkiestrowa)
- Eva (wersja demo)
- Bye Bye Beautiful (DJ Orkidea Remix)
- Meadows of Heaven (wersja orkiestrowa)

Utwory w wersji orkiestralnej są to wersje instrumentalne w wykonaniu samej orkiestry oraz chóru i nie posiadają ścieżki z linią wokalu członków zespołu.